# George Samolenko
George Samolenko, född 20 december 1930 i Oshawa i Ontario, är en kanadensisk före detta ishockeyspelare.
Samolenko blev olympisk silvermedaljör i ishockey vid vinterspelen 1960 i Squaw Valley.